# Buphonida
Buphonida là một chi bọ cánh cứng trong họ Chrysomelidae.
Chi này được Baly miêu tả khoa học năm 1865.

## Các loài
Các loài trong chi này gồm:
- Buphonida evanida Baly, 1865
- Buphonida philippinensis Jacoby, 1895
- Buphonida piceolimbata Jacoby, 1892
- Buphonida placida (Baly, 1886)
- Buphonida punctata (Duvivier, 1884)
- Buphonida puncticollis Baly, 1886
- Buphonida submarginata (Baly, 1886)